# Cycloderma frenatum
La tortuga de caparazón blando del Zambeze (Cycloderma frenatum) es una especie de tortuga del género Cycloderma, familia Trionychidae. Fue descrita científicamente por Peters en 1854.

## Distribución
Se encuentra en	Tanzania, Zambia, Malaui, Mozambique, Zanzíbar y Zimbabue.